# Samuel Zborowski
Samuel Zborowski (1520 - Kraków, 26 de maio de 1584) foi um comandante militar polonês e um membro notável da szlachta (nobreza polonesa). Ele é mais lembrado por ter sido executado por partidários do rei polonês Stefan Batory e do chanceler Jan Zamoyski; um evento que causou muito alvoroço entre a nobreza polonesa contemporânea.